# Oreomunnea
Oreomunnea – rodzaj roślin z rodziny orzechowatych (Juglandaceae). Wyróżniane są w jego obrębie cztery gatunki. Zasięg rodzaju obejmuje Amerykę Centralną od południowego Meksyku po Kolumbię. 

## Morfologia

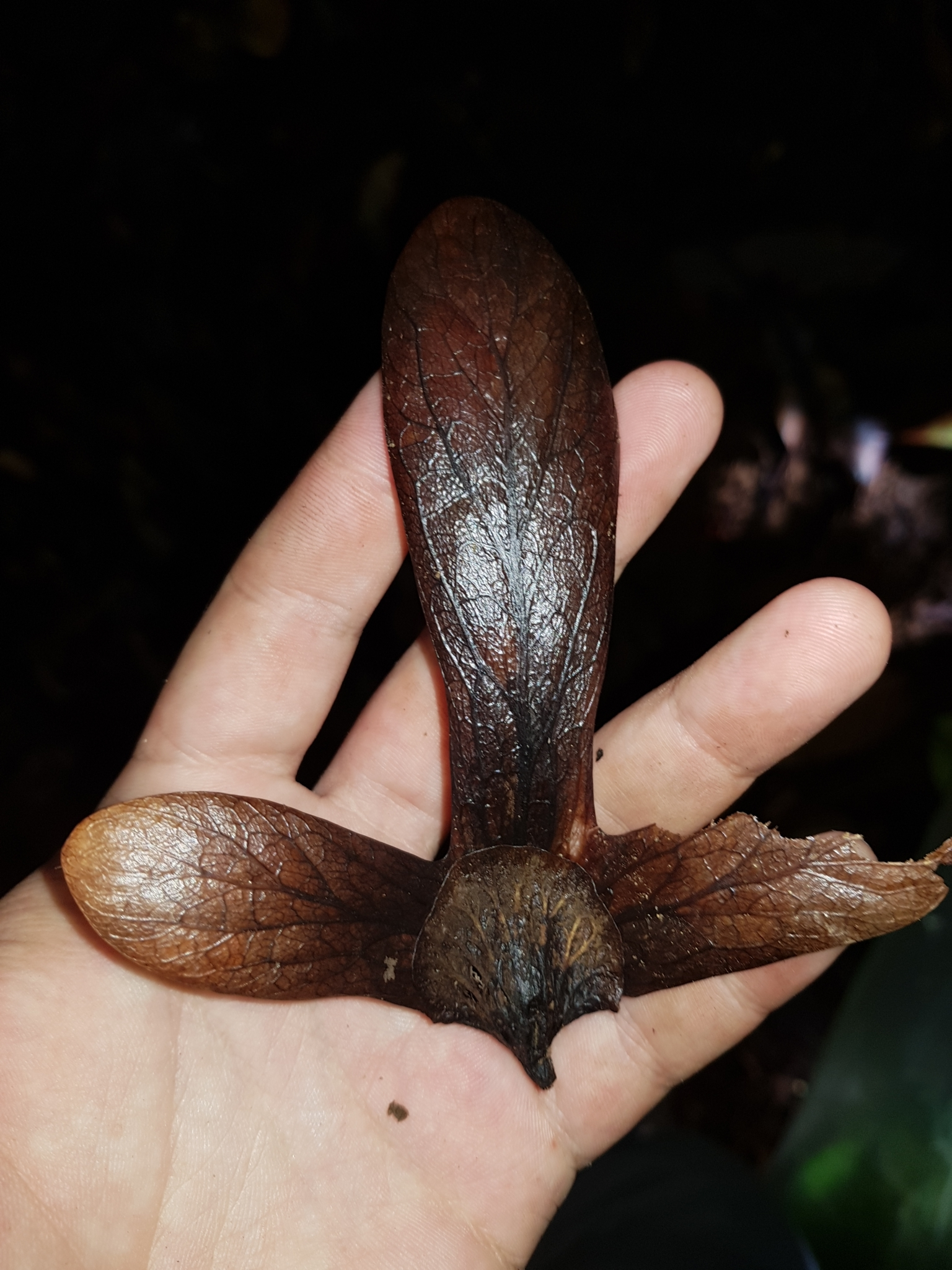
Owoc Oreomunnea pterocarpa

PokrójZimozielone drzewa o nagich pąkach.
LiścieLiście naprzeciwległe, pierzastozłożone z 4–12 całobrzegich listków.
KwiatyJednopłciowe, zebrane w rozdzielnopłciowe lub obupłciowe kwiatostany wiechowate. Kwiaty męskie i żeńskie wsparte są trójdzielną przysadką i dwoma podkwiatkami. Przysadka pod kwiatami żeńskimi jest okazała i zrasta się z podkwiatkami. W kwiatach męskich rozwija się od 1 do 4 listków okwiatu i od 8 do 23 pręcików. Kwiaty żeńskie mają cztery całkowicie zrastające się działki, zalążnia z dwoma znamionami.
OwoceDrobne orzeszki wsparte okazałymi, rozrośniętymi przysadkami pełniącymi funkcję skrzydełka.

## Systematyka
Pozycja systematyczna
Rodzaj z rodziny orzechowate z rzędu bukowców. W obrębie rodziny należy do podrodziny Engelhardioideae.
Wykaz gatunków
- Oreomunnea americana Lundell
- Oreomunnea mexicana (Standl.) J.-F.Leroy
- Oreomunnea munchiquensis Lozano & F.González
- Oreomunnea pterocarpa Oerst.